# My Only Wish (This Year)
«My Only Wish (This Year)» —en español: «Mi único deseo (este año)»— es una canción navideña de género teen pop de la cantante estadounidense Britney Spears e incluida originalmente en el álbum recopilatorio navideño Platinum Christmas (2000). Escrita por Josh Schwartz y Brian Kierulf, quien lo produjo en solitario. A través de la letra, su intérprete le pide a Santa Claus un amante para las vacaciones. Tras la publicación de la canción, los críticos la compararon a «All I Want for Christmas is You» de Mariah Carey (1994). 
En noviembre de 2020, el sello discográfico decidió relanzar la canción a través de las plataformas digitales de la cantante y además en formato vinilo. Durante el mismo mes, Meghan Trainor hizo una versión de la canción para su álbum navideño A Very Trainor Christmas.

## Composición
«My Only Wish (This Year)» fue compuesta por Brian Kierulf y Josh Schwartz y producida por Kierulf. Spears grabó la canción en 2000, en medio de su gira musical Oops!... I Did It Again World Tour. El dúo más tarde trabajaría con la cantante en sus dos álbumes de estudio siguientes, Britney (2001) e In the Zone (2003).

### Descripción
«My Only Wish (This Year)» es una canción de género teen pop, y según la partitura publicada por Universal Music Publishing Group en Musicnotes.com, está en la tonalidad de do mayor. El registro vocal de Spears abarca desde la nota aguda sol4 a la nota grave la5. En la canción, Spears lamenta su soledad durante las vacaciones y pide a Santa Claus que le traiga un amante. Desde su lanzamiento, ha sido incluida en más de ocho recopilatorios de música navideña, incluyendo Now That's What I Call Christmas! (2001), Super Christmas Hits (2006) y Christmas Top 100 (2009).

## Recepción crítica

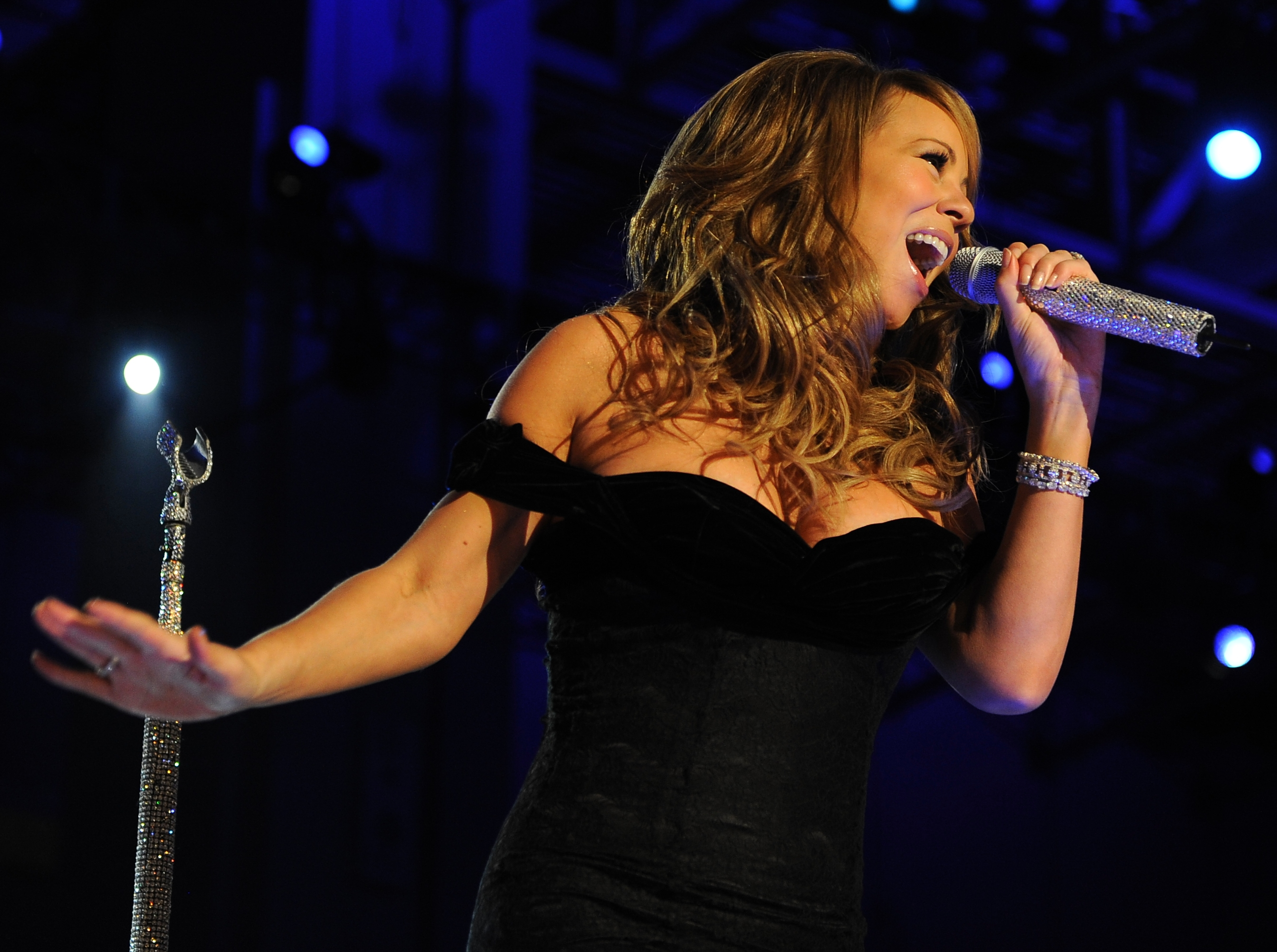
«My Only Wish (This Year)» recibió comparaciones con el sencillo de Mariah Carey «All I Want for Christmas Is You»(1994).

Michael Roberts del Dallas Observer dijo que la canción es «un inobjetable pero heterodoxo festival de brincos retro». Lori Reese de Entertainment Weekly la llamó «festiva». En su revisión de Now That's What I Call Christmas!, Melissa Ruggieri del Richmond Times-Dispatch comentó: «Afortunadamente, sólo una pequeña parte del disco dos está dedicada a los imanes de preadolescentes como Britney Spears ("My Only Wish [This Year]") y 'N Sync ("You Don't Have to Be Alone [On Christmas]")». En su reseña de canciones clásicas de Navidad, Richard Jinman de The Sydney Morning Herald dijo que la pista, junto con el sencillo «All I Want for Christmas Is You» (1994) de Mariah Carey son «[dos] ho-ho-horribles sencillos». Rob Copsey de OCC escribió que «como la mayoría de las canciones de Navidad, parece que fue escrita en menos de diez minutos, pero es tan ridículamente linda, que es difícil no amar».
El escritor Adam Graham de The Detroit News también comentó que «esta energética coplilla pop adolescente rebosa de campanitas de trineo y alegría festiva [...] continúa la tradición del sencillo de Carey». Sam Lansky de PopCrush incluyó la canción su lista de top 10 Original Christmas Pop Songs, escribiendo, «otra improvisación pop de final de milenio, Britney Spears' 'My Only Wish (This Year)' sigue la vieja tradición de pedir amor a Santa Claus», donde lo consideró «un dulce recuerdo de los tiempos más simples de Britney». Stephen Thomas Erlewine de Allmusic consideró a la canción como un «clásica fiesta pop», observó que a pesar de que la canción fue grabada «mucho antes de que Britney se volviera una escoria novia blanca». Erlewine también pensaba que «Britney simplemente suena mejor cantando gaseosamente chiclosa como 'My Only Wish (This Year)' en lugar de laboriosos entrenamientos como '(I Got That) Boom Boom'». Steve Leggett también de Allmusic notó la canción como «un ambiente agradable y radiante para la fiesta de Navidad o la cena». La bloguera Tamar Anitai de MTV describió a «My Only Wish (This Year)» como «el absoluto Santo Grial de canciones de pop navideñas de los años 1990».

## Rendimiento comercial
El 26 de diciembre de 2008, la canción entró en la lista Danish Singles Chart gracias a sus numerosas descargas digitales y debutó en el puesto treinta y cuatro. El año siguiente, la canción re-entró en la lista en el puesto 37. De acuerdo con Nielsen SoundScan, «My Only Wish (This Year)» vendió 162 000 copias digitales pagadas en los Estados Unidos. También entró la lista de éxitos en Eslovaquia del 28 de diciembre de 2009, en el puesto 54. En la semana del 27 de noviembre de 2010, el tema apareció también en el conteo Holiday/Seasonal Digital Songs de Billboard, donde se posicionó en el puesto 49, debido a las descargas digitales. En la tabla de posiciones del 8 de diciembre de 2011, «My Only Wish (This Year)» debutó en el puesto 170 en descargas internacionales de Corea del Sur Gaon Chart, siguiendo las ventas digitales de 3 671 copias. El 24 de diciembre de 2011, se posicionó en el número 24, vendiendo un total de 690 545 unidades digitales. En las numerosas listas de temas internacionales comprensivos, entró al puesto 34. En octubre de 2018, la OCC reportó que en el Reino Unido era la canción más exitosa de la cantante que no fue publicada como sencillo, con 5,6 millones de reproducciones desde que se disponibilizó en las plataformas británicas en 2014.

## Formatos
| Descarga digital y Streaming |                            |          |  |
| N.º                          | Título                     | Duración |  |
| 1.                           | «My Only Wish (This Year)» | 4:15     |  |

| Descarga digital y Streaming - (Sped + Slowed) |                                              |          |  |
| N.º                                            | Título                                       | Duración |  |
| 1.                                             | «My Only Wish (This Year)» (Slowed & Reverb) | 4:50     |  |
| 2.                                             | «My Only Wish (This Year)» (Sped Up)         | 3:43     |  |

| Descarga digital y Streaming - (Instrumental + Karaoke) |                                           |          |  |
| N.º                                                     | Título                                    | Duración |  |
| 1.                                                      | «My Only Wish (This Year)» (Instrumental) | 4:15     |  |
| 2.                                                      | «My Only Wish (This Year)» (Karaoke)      | 4:15     |  |

## Créditos y personal
- Compositores de la canción – Brian Kierulf, Josh Schwartz
- Producción – Brian Kierulf
- Voz – Britney Spears

Fuente:

## Posicionamiento en las listas

### Listas semanales
| América del Norte |                       |     |
| Canadá            | Canadian Hot 100      | 49  |
| Estados Unidos    | Holiday Airplay       | 7   |
| Estados Unidos    | Holiday Digital Songs | 12  |
| Estados Unidos    | Holiday Songs         | 49  |
| Estados Unidos    | Holiday 100           | 81  |
| Asia              |                       |     |
| Corea             | Top 100 canciones     | 16  |
| Europa            |                       |     |
| Alemania          | Top 100 canciones     | 23  |
| Austria           | Top 40 canciones      | 28  |
| Croacia           | Christmas Airplay     | 9   |
| Dinamarca         | Top 40 canciones      | 14  |
| Eslovaquia        | Top 100 canciones     | 54  |
| Finlandia         | Top 100 canciones     | 23  |
| Grecia            | Top 100 canciones     | 79  |
| Hungría           | Top 40 canciones      | 32  |
| Irlanda           | Top 50 canciones      | 47  |
| Lituania          | Top 100 canciones     | 44  |
| Países Bajos      | Top 100 canciones     | 36  |
| Polonia           | Top 100 canciones     | 20  |
| Portugal          | Top 100 canciones     | 100 |
| Reino Unido       | Top 100 canciones     | 59  |
| Suecia            | Top 60 canciones      | 41  |
| Suiza             | Top 75 canciones      | 48  |
| Ucrania           | Top 100 canciones     | 35  |

## Certificaciones
| América del norte |              |                         |         |
| Estados Unidos    | RIAA         | Disco de oro            | 500 000 |
| Europa            |              |                         |         |
| Alemania          | BVMI         | Disco de oro            | 250 000 |
| Dinamarca         | IFPI Danmark | Triple disco de platino | 270 000 |
| Reino Unido       | BPI          | Disco de oro            | 400 000 |
| Oceanía           |              |                         |         |
| Australia         | ARIA         | Disco de oro            | 35 000  |